# نغولو كانتي
نغولو كانتي (
نطق فرنسي: [ŋ͡ɡolo kãnte]
؛ مواليد 29 مارس 1991) هو لاعب كرة قدم فرنسي يلعب في مركز الوسط الدفاعي مع نادي الاتحاد في دوري المحترفين السعودي والمنتخب الفرنسي. يعتبره الكثيرون أحد أفضل لاعبي خط الوسط في العالم، تمت الإشادة به على نطاق واسع لمساهماته الدفاعية ومعدل العمل المرتفع لديه.
عند مشاركته لأول مرة بشكل احترافي مع بولون في عام 2012، لعب كبديل في مباراة واحدة في دوري الدرجة الثانية، ولعب موسمًا كاملاً في الدرجة الثالثة في العام التالي. بعد ذلك انضم إلى كاين في الدرجة الثانية في صفقة انتقال مجانية، وحل في المركز الثالث واستطاع التأهل إلى الدوري الفرنسي. وبقي مع النادي لمدة عام آخر.
في عام 2015، انضم إلى ليستر سيتي مقابل رسوم انتقال بلغت 5.6 مليون جنيه استرليني وأصبح جزءًا لا يتجزأ من الفريق الذي فاز بلقب الدوري لأول مرة في تاريخ النادي في موسمه الوحيد مع النادي. حصل على لقب أفضل لاعب في ليستر سيتي في موسمه الأول والوحيد مع النادي. في العام التالي، انضم إلى تشيلسي مقابل رسوم انتقال بلغت 32 مليون جنيه إسترليني، وفاز بلقب الدوري للمرة الثانية على التوالي وفي أول موسم له مع النادي اللندني؛ مما جعله أول لاعب يفوز بلقب الدوري الإنجليزي بشكل متتالي مع أندية مختلفة منذ إيريك كانتونا في عامي 1992 و1993. وقد فاز أيضًا بجائزة أفضل لاعب في إنجلترا وجائزة أفضل لاعب في إنجلترا من اتحاد كتاب كرة القدم، وكأس الاتحاد الإنجليزي، والدوري الأوروبي، ودوري أبطال أوروبا.
شارك كانتي لأول مرة على المستوى الدولي مع فرنسا في عام 2016، وأُدرج في التشكيلة التي احتلت المركز الثاني في بطولة أمم أوروبا 2016. في عام 2017، حصل كانتي على جائزة أفضل لاعب فرنسي، وهو أول لاعب من الدوري الإنجليزي الممتاز يفوز بها منذ سبع سنوات، وبعد 12 شهرًا كان لاعبًا رئيسيًا في الفريق الفائز بكأس العالم 2018. وبعدها حقق لقب دوري ابطال أوروبا 2021.

## مسيرته الكروية

### بولون
وُلد كانتي في باريس لأبوين ماليين، بدأ حياته المهنية في سن الثامنة في جي اس سوران في الضواحي الغربية للعاصمة، حيث بقي هناك لمدة عقد. وفقًا لمساعد المدرب بيير فيل، بقي كانتي خارج رادار الفرق الكبيرة بسبب حجمه الصغير وأسلوبه غير الأناني في اللعب. من خلال اتصالات رئيس سوران في عام 2010، انضم إلى فريق الاحتياط في بولون. شارك في أول مباراة احترافية له في المباراة الأخيرة من موسم الدوري الفرنسي الدرجة الثانية في 18 مايو 2012.
خلال موسم 2012–13، لعب في الدوري الفرنسي الدرجة الثالثة، حيث غاب عن مباراة واحدة فقط في الدوري. في 10 أغسطس، سجل أول هدف رسمي له، وهو الهدف الوحيد في الفوز على لوزيناك على ملعب التحرير، وأضاف هدفين آخرين خلال الموسم.

### كاين
في عام 2013، انضم كانتي إلى نادي كاين في الدوري الفرنسي الدرجة الثانية ولعب جميع المباريات الـ38 في موسمه الأول حيث احتل المركز الثالث في دوري الدرجة الثانية، واستطاعوا الصعود إلى على الدوري الفرنسي. وفي مباراته الثانية في 9 أغسطس، سجل هدفه الأول في مباراة الفوز 2–1 الفوز على لافال؛ سجل مرة أخرى في 11 أبريل 2014، في فوز 2–3 على إستر.
في الموسم التالي، لعب كانتي 37 مباراة حيث بقي كاين في الدرجة الأولى. كان غيابه الوحيد بسبب الطرد الذي تعرض له في مباراة الخسارة على أرضه 1–0 أمام رين في 30 أغسطس. قبل ثلاثة أسابيع، سجل هدف فريقه الأول لهذا الموسم في مباراة الفوز 3–0 على إيفيان. استعاد الكرة مرات عديدة خلال الموسم أكثر من أي لاعب آخر في أوروبا.

### ليستر سيتي
تم الإعلان عن التعاقد مع كانتي من قبل نادي ليستر سيتي الذي يلعب في الدوري الإنجليزي الممتاز بواسطة ستيف والش، الذي سبق أن سهل انتقال جيمي فاردي ورياض محرز للفريق. في 3 أغسطس 2015، انضم إلى ليستر بعقد مدته أربع سنوات، مقابل رسوم لم يكشف عنها يُقال انها بلغت 8 ملايين يورو (5.6 مليون جنيه إسترليني). شارك لأول مرة بعد خمسة أيام عن طريق استبدال فاردي في أخر ثمانية دقائق من مباراة الفوز 4–2 على أرضه أمام سندرلاند. في 7 نوفمبر، سجل أول هدف له في الدوري الإنجليزي الممتاز في مباراة الفوز 2–1 على أرضه أمام واتفورد.
حصل على الكثير من الثناء والمديح على أداءه المثيرة للإعجاب باستمرار مع ليستر، واعتبر على نطاق واسع انه عامل رئيسي في أداء النادي الممتاز الذي جعل منهم أبطال الدوري الإنجليزي الممتاز 2015–16. في أبريل، كان أحد أربعة لاعبين من ليستر تم اختياره في فريق الموسم في الدوري الإنجليزي الممتاز لهذا العام. بحلول نهاية الموسم، كان كانتي قد تمكن من 175 قطع كرة (31 مرة أكثر من أي لاعب آخر) و157 اعتراضًا (15 أكثر من أي لاعب آخر)، متصدرًا الإحصائيات الدفاعية في نهاية موسم الدوري الإنجليزي الممتاز 2015–16.
كان كان اللاعب الرئيسي الوحيد في الفريق الذي غادر النادي في صيف عام 2016. كانت مغادرته عاملًا رئيسيًا في انخفاض مستوى ليستر بشكل حاد في موسم 2016–17، حيث لم يتمكن النادي من العثور على لاعب خط وسط ماهر بنفس قدراته ليحل محله.

### تشيلسي

#### موسم 2016–17: بطل الدوري بشكل متتالي

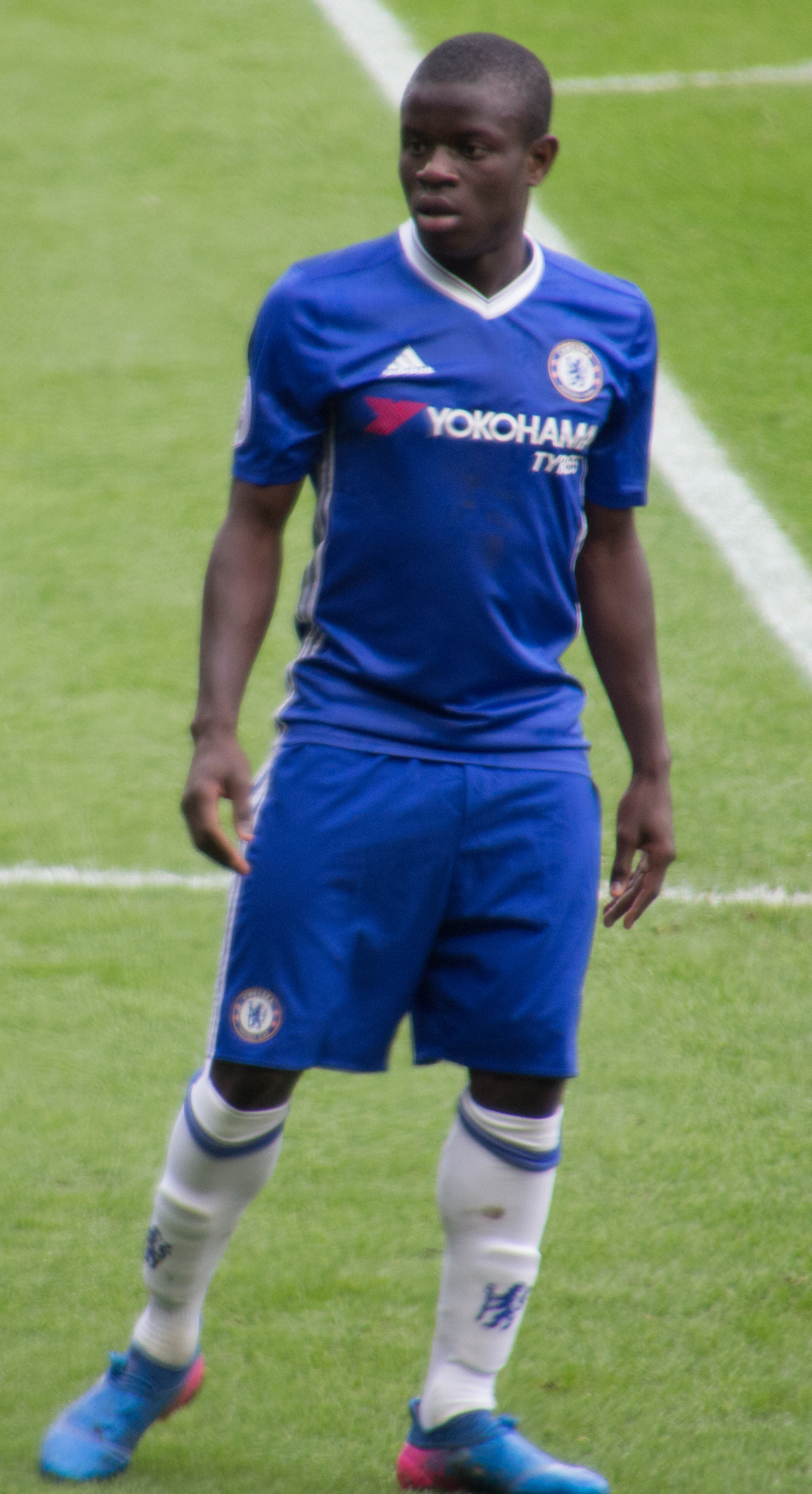
كانتي يلعب مع تشيلسي عام 2017

في 16 يوليو 2016، وقع كانتي عقدًا مع نادي تشيلسي مقابل 32 مليون جنيه إسترليني. بعد توقيعه عقد لمدة خمس سنوات مع النادي، قال كانتي: «أنا سعيد للغاية لأنني وقعت مع أحد أكبر الأندية في أوروبا. إنه حلم أصبح حقيقة بالنسبة لي». وفقًا لـ فوتبول ليكس، فقد عرض على كانتي صفقة يتم فيها تحويل جزء من راتبه إلى حساب خارجي لتجنب الضرائب. اختار كانتي رفض الصفقة، مع تصريح محاميه في رسالة بريد إلكتروني: «نغولو مرن، إنه ببساطة يريد راتباً عاديًا». مُنح كانتي القميص رقم 7، الذي تُرك شاغرًا منذ خروج راميريز في يناير 2016.
في 15 أغسطس 2016، شارك كانتي لأول مرة في المباراة الافتتاحية أمام وست هام يونايتد. على الرغم من حصوله على بطاقة صفراء في الدقائق الثلاث الأولى من المباراة، قدم أداء جيد مع تقدم المباراة، ليساعد تشيلسي على الفوز 1–2. بعد ثلاثة أشهر من انتقاله إلى لندن، واجه فريقه السابق، ليستر سيتي لأول مرة، وكان رجل المباراة في الفوز 3–0. في 23 أكتوبر، سجل هدفه الأول مع تشيلسي في مباراة الفوز 4–0 على أرضه أمام مانشستر يونايتد.
في 26 ديسمبر 2016، تم تسمية كانتي من قبل صحيفة ليكيب كسادس أفضل لاعب كرة قدم في العالم لعام 2016.
في 13 مارس 2017، تم اختيار كانتي كرجل في المباراة وسجل الهدف الوحيد في الدقيقة 51، في مباراة ربع نهائي كأس الاتحاد الإنجليزي أمام مانشستر يونايتد على ستامفورد بريدج.
في 20 أبريل، تم اختيار كانتي في فريق الموسم في الدوري الإنجليزي الممتاز للعام الثاني على التوالي. كما تم لاحقًا اختياره كأفضل لاعب في إنجلترا، وكأفضل لاعب من اتحاد كتاب كرة القدم لهذا العام، وجائزة لاعب الموسم في الدوري الإنجليزي الممتاز. أصبح كانتي أول لاعب منذ إيريك كانتونا في عام 1993 يفوز بلقب الدوري الممتاز في إنجلترا مع ناديين مختلفين في عاميين متتاليين.

#### موسم 2017–19: الفوز بكأس الاتحاد الإنجليزي، والدوري الأوروبي
في أكتوبر 2017، تم ترشيح كانتي لجائزة الكرة الذهبية، والتي تُمنح لأفضل لاعب كرة القدم في العالم. حصل على ميدالية الفائزين بكأس الاتحاد الإنجليزي، حيث شارك لمدة 90 دقيقة كاملة في مباراة الفوز 1–0 على مانشستر يونايتد في المباراة النهائية في 19 مايو 2018. منحته بي بي سي سبورت جائزة رجل المباراة.
في 23 نوفمبر 2018، أعلن نادي تشيلسي عبر موقعه الرسمي عن تمديد عقد كانتي لمدة 5 سنوات، حتى 2023. في 24 يناير، سجل الهدف الأول في مباراة الإياب من نصف نهائي كأس رابطة الأندية الإنجليزية المحترفة، في المباراة التي فاز بها تشيلسي 2–1 على أرضه أمام توتنهام هوتسبير. كانت النتيجة 2–2 في مجموع المباراتين، وفاز تشيلسي بركلات الترجيح 4–2. وسجل كانتي في مشاركته رقم 300 مع الأندية التي لعب لها، في مباراة التعادل 2–2 على أرضه أمام بيرنلي في 22 أبريل.

#### موسم 2019–20: موسم الإصابات
في 11 أغسطس 2019، بدأ كانتي موسم الدوري الإنجليزي الممتاز من على مقاعد البدلاء حيث تعرض تشيلسي للهزيمة 4–0 خارج أرضه أمام مانشستر يونايتد. لقد غاب قرابة شهر بما في ذلك الغياب عن المباراة الافتتاحية لدوري أبطال أوروبا ضد فالنسيا بسبب إصابة في الكاحل. في 22 سبتمبر، سجل كانتي الهدف الوحيد في الخسارة 1–2 أمام ليفربول في ستامفورد بريدج. تم ترشيح هدفه الأول في الموسم لجائزة هدف الشهر في الدوري الإنجليزي الممتاز جنبًا إلى جنب مع زميله في تشيلسي، فيكايو توموري. توج كانتي ظهوره رقم 150 مع تشيلسي بهدف ضد مانشستر سيتي، في المباراة التي خسرها 1–2 خارج أرضه في 23 نوفمبر. في وقت لاحق من ذلك الشهر، كشف كانتي أنه قرر عدم الانتقال إلى باريس سان جيرمان وقال: «في بعض الأحيان لا نعرف بالضرورة إلى أين نريد أن نذهب، لكننا نعرف ما لدينا». قال إنه يشعر بالرضا في لندن ويثق بمشروع تشيلسي.
في مايو 2020 خلال جائحة فيروس كورونا، اختار كانتي التدريب من المنزل بعد أن استأنف تشيلسي التدريب في موقع التدريبات. ودعم النادي موقفه حتى لو غاب عن بقية الموسم.

#### موسم 2020–21: بطل دوري الأبطال
قدم كانتي عرضًا مثيرًا للإعجاب في المباراة الافتتاحية للدوري الممتاز ضد برايتون أند هوف ألبيون، في الفوز 3–1 خارج الديار في 14 سبتمبر 2020.
في 23 فبراير 2021، احتفل كانتي بظهوره رقم 200 في جميع المسابقات مع النادي في فوز تشيلسي على أتلتيكو مدريد 1–0 في دور الستة عشر من دوري أبطال أوروبا. تمت الإشادة بأداء كانتي على نطاق واسع بسبب أدائه ضد الفرق الإسبانية، أتلتيكو مدريد وريال مدريد، في طريقه إلى نهائي دوري أبطال أوروبا. تم اختياره أفضل لاعب في المباراة حيث فاز بأول لقب في دوري أبطال أوروبا بعد فوز تشيلسي على مانشستر سيتي 1–0 في نهائي دوري أبطال أوروبا 2021 في بورتو. وصف أرسين فينغر أداء كانتي بأنه «غير معقول»، وتناقش المعلقون عن ما إذا كان أداء كانتي في دوري أبطال أوروبا وضعه في المنافسة على جائزة الكرة الذهبية. في انتظار الجائزة قال كانتي «إنها جائزة فردية رائعة للاعبين، لكنني أراها نتيجة موسم. ليس بالضرورة أن تكون هدفًا أعمل عليه».
بعد أداء كانتي أثناء فوزه بالمباراة التي أوصلت تشيلسي إلى نهائي دوري أبطال أوروبا 2021، اعتبره العديد من النقاد خليفة واضحًا للاعب فرنسا وتشيلسي السابق كلود ماكيليلي، الذي يُعتبر أحد أفضل لاعبي خط الوسط الدفاعي في التاريخ.

## مسيرته الدولية

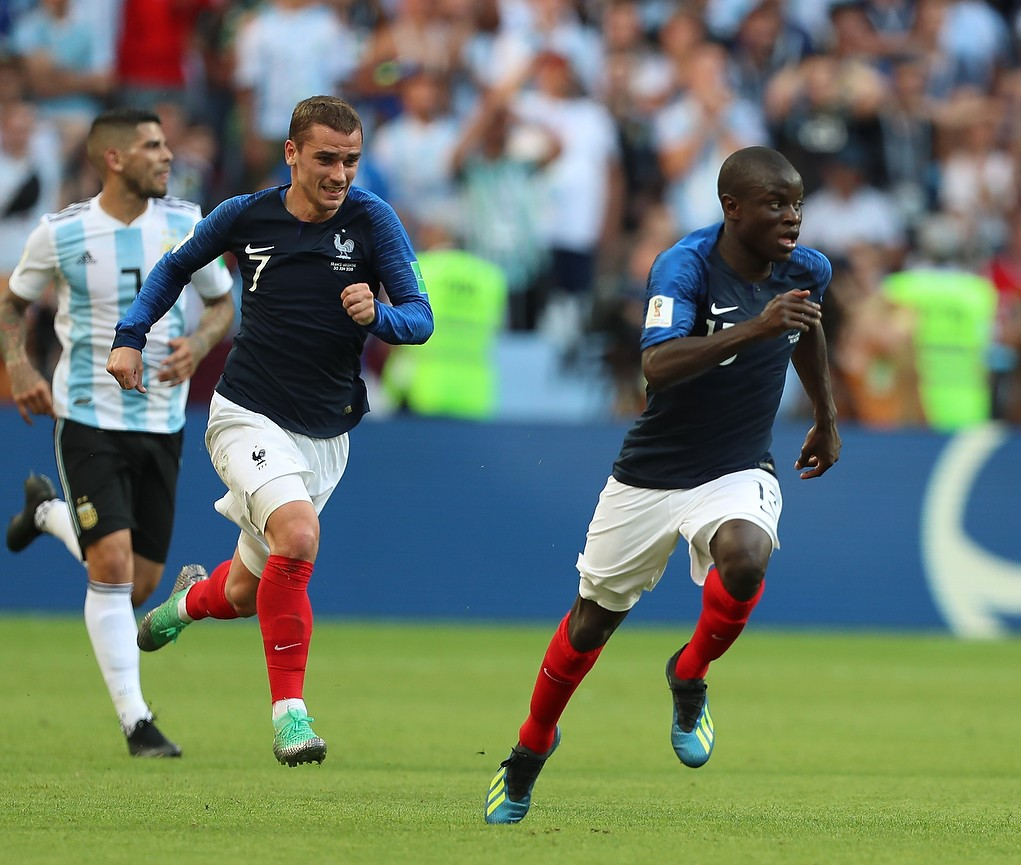
كانتي (يمين) يلعب ضد الأرجنتين في دور الستة عشر في كأس العالم 2018

وُلد كانتي لوالدين ماليين، وتم استدعاءه للمشاركة مع مالي قبل كأس الأمم الأفريقية 2015 حيث لم يلعب مع فرنسا في أي من فئاتهم السنية. رفض كانتي على أساس أنه لا يزال يحاول يثبت نفسه في الدوري الفرنسي. استدعى منتخب مالي كانتي مرة أخرى في يناير 2016، على الرغم من أنه صرح بأنه لم يُقرر بعد أي فريق وطني يمثله إذا تلقى دعوة من فرنسا أيضًا.
في 17 مارس 2016، تم اختيار كانتي لتشكيلة منتخب فرنسا لأول مرة لمواجهة هولندا وروسيا في مباريات ودية. شارك لأول مرة ضد الأول بعد ثمان أيام، ليحل محل لاسانا ديارا بين الشوطين في مباراة الفوز 3–2 على ملعب أمستردام أرينا. في يوم ميلاده الخامس والعشرين، في 29 مارس، سجل أولى أهدافه مع فرنسا في مباراة الفوز 4–2 أمام روسيا على ملعب فرنسا. كما سجل زميله المحتفل بعيد ميلاده ديميتري باييت.
في 10 يونيو 2016، شارك كانتي في أول مباراة رسمية له مع فرنسا من خلال بدء المباراة الافتتاحية لبطولة أمم أوروبا 2016 أمام رومانيا؛ لعب المباراة بأكملها، وحقق أكبر عدد من التمريرات، وأكثر من قطع كرات، وأكثر صاحب اعتراضات ناجحة، وغطى أكبر مسافة على أرض الملعب وصنع هدف الفوز لديميتري باييت في الفوز 1–2. في دور الـ16 ضد أيرلندا على ملعب بارك أولمبيك ليون، حصل كانتي على بطاقة صفراء في الدقيقة 27 (الثانية له في بطولة أمم أوروبا 2016 والتي من شأنها أن توقفه عن اللعب في دور الثمانية) وتم استبداله بكينغسلي كومان في الدقيقة 46 مع تقدم الفرنسي 0–1 في الشوط الأول. كان كانتي بديل لم يشارم في المباراة النهائية، التي خسرتها فرنسا 1–0 أمام البرتغال في الأشواط الإضافية.
في 17 مايو 2018، تم استدعاؤه إلى المنتخب الفرنسي المكون من 23 لاعباً للمشاركة في روسيا. وشارك في جميع المباريات السبع لفرنسا في البطولة. في 15 يوليو، شارك كانتي كأساسي في فوز فرنسا 4–2 على في .
في 17 مايو 2018، تم استدعاؤه إلى تشكيلة المنتخب الفرنسي المكونة من 23 لاعبًا لكأس العالم 2018 في روسيا من قبل المدير الفني ديدييه ديشان. شارك في جميع المباريات السبع مع منتخب فرنسا في البطولة. حصل على جائزة رجل المباراة في مباراة التعادل السلبي 0–0 ضد الدنمارك في المباراة الأخيرة من دور المجموعات في 26 يونيو، وفي 15 يوليو، بدأ كانتي في فوز فرنسا 4–2 على كرواتيا في نهائي البطولة.

## حياته الشخصية
كانتي مسلم مُمارس. ولد في باريس لأبوين من ماليين هاجرا إلى فرنسا من مالي عام 1980. نشأ في شقة صغيرة في روي–مالميزون، أوت دو سين. توفي والده بعد فترة وجيزة من بلوغ نغولو 11 عامًا وتوفي شقيقه الأكبر نياما بنوبة قلبية قبل كأس العالم 2018.
سمي على اسم الملك نغولو ديارا من إمبراطورية بامانا. بدأ كانتي حياته المهنية في سن الثامنة في جي أس سورسنيس في الضواحي الغربية للعاصمة، وظل هناك لمدة عقد من الزمان. كانت أخته الصغرى أيضًا في الفئات السنية في سورينس. تم رفضه من الأكاديمية في كليرفونتين في ذلك الوقت. كان رونالدو ورونالدينيو ودييغو مارادونا لاعبيه المفضلين منذ نشأته. في سن ال 21، بينما كان يلعب لبولون، حصل على دبلوم في المحاسبة المهنية.
في بداية مسيرته المهنية في بولون، كان يذهب إلى إلى التدريبات على سكوتر ركل واعتبارًا من عام 2018 قاد سيارة ميني هاتش — أول سيارة يشتريها في إنجلترا لأنه وجد أنه من السهل تعلم القيادة عليها. كانتي على علم بتصور الناس له كشخص خجول، لكنه قال أيضًا إن القصص عنه من قبل زملائه الحاليين والسابقين، مثل جيمي فاردي، غالبًا ما كانت مبالغًا فيها.

## الإحصائيات

### النادي
آخر تحديث 22 أغسطس 2021.
| النادي     | الموسم   | الدوري                        | الدوري | الدوري  | الكأس الوطني | الكأس الوطني | كأس الدوري | كأس الدوري | أوروبا | أوروبا  | أخرى   | أخرى    | المجموع | المجموع |
| النادي     | الموسم   | الدرجة                        | الظهور | الأهداف | الظهور       | الأهداف      | الظهور     | الأهداف    | الظهور | الأهداف | الظهور | الأهداف | الظهور  | الأهداف |
| ---------- | -------- | ----------------------------- | ------ | ------- | ------------ | ------------ | ---------- | ---------- | ------ | ------- | ------ | ------- | ------- | ------- |
| بولون      | 2011–12  | الدوري الفرنسي الدرجة الثانية | 1      | 0       | 0            | 0            | 0          | 0          | —      | —       | —      | —       | 1       | 0       |
| بولون      | 2012–13  | الدوري الفرنسي الدرجة الثالثة | 37     | 3       | 2            | 1            | 0          | 0          | —      | —       | —      | —       | 39      | 4       |
| بولون      | المجموع  | المجموع                       | 38     | 3       | 2            | 1            | 0          | 0          | —      | —       | —      | —       | 40      | 4       |
| كاين       | 2013–14  | الدوري الفرنسي الدرجة الثانية | 38     | 2       | 4            | 1            | 1          | 0          | —      | —       | —      | —       | 43      | 3       |
| كاين       | 2014–15  | الدوري الفرنسي                | 37     | 2       | 1            | 1            | 1          | 0          | —      | —       | —      | —       | 39      | 3       |
| كاين       | المجموع  | المجموع                       | 75     | 4       | 5            | 2            | 2          | 0          | —      | —       | —      | —       | 82      | 6       |
| ليستر سيتي | 2015–16  | الدوري الإنجليزي              | 37     | 1       | 1            | 0            | 2          | 0          | —      | —       | —      | —       | 40      | 1       |
| تشيلسي     | 2016–17  | الدوري الإنجليزي              | 35     | 1       | 5            | 1            | 1          | 0          | —      | —       | —      | —       | 41      | 2       |
| تشيلسي     | 2017–18  | الدوري الإنجليزي              | 34     | 1       | 5            | 0            | 2          | 0          | 6      | 0       | 1      | 0       | 48      | 1       |
| تشيلسي     | 2018–19  | الدوري الإنجليزي              | 36     | 4       | 2            | 0            | 5          | 1          | 10     | 0       | 0      | 0       | 53      | 5       |
| تشيلسي     | 2019–20  | الدوري الإنجليزي              | 22     | 3       | 1            | 0            | 0          | 0          | 4      | 0       | 1      | 0       | 28      | 3       |
| تشيلسي     | 2020–21  | الدوري الإنجليزي              | 30     | 0       | 4            | 0            | 1          | 0          | 13     | 0       | —      | —       | 48      | 0       |
| تشيلسي     | 2021–22  | الدوري الإنجليزي              | 1      | 0       | 0            | 0            | 0          | 0          | 0      | 0       | 1      | 0       | 2       | 0       |
| تشيلسي     | المجموع  | المجموع                       | 158    | 9       | 17           | 1            | 9          | 1          | 33     | 0       | 3      | 0       | 220     | 11      |
| الإجمالي   | الإجمالي | الإجمالي                      | 308    | 17      | 25           | 4            | 13         | 1          | 33     | 0       | 3      | 0       | 382     | 22      |

1. ↑  تشمل كأس فرنسا وكأس الاتحاد الإنجليزي
2. ↑  تشمل كأس الرابطة الفرنسية وكأس رابطة الأندية الإنجليزية المحترفة
3. ↑  جميع المباريات في دوري أبطال أوروبا
4. ↑  جميع المباريات في درع الاتحاد الإنجليزي
5. ↑  جميع المباريات في الدوري الأوروبي
6. 1 2  المباريات في دوري أبطال أوروبا
7. ↑  المباراة في كأس السوبر الأوروبي
8. ↑  المباراة في كأس السوبر الأوروبي

### الدولية
آخر تحديث 28 يونيو 2021.
| المنتخب | العام   | الظهور | الأهداف |
| ------- | ------- | ------ | ------- |
| فرنسا   | 2016    | 13     | 1       |
| فرنسا   | 2017    | 7      | 0       |
| فرنسا   | 2018    | 16     | 0       |
| فرنسا   | 2019    | 3      | 0       |
| فرنسا   | 2020    | 5      | 1       |
| فرنسا   | 2021    | 6      | 0       |
| المجموع | المجموع | 50     | 2       |

اعتبارًا من 28 يونيو 2021. قائمة الأهداف والنتائج مع منتخب فرنسا الأول.
| # | التاريخ        | المكان                        | م  | الخصم    | الهدف | النتيجة | المسابقة                       |
| - | -------------- | ----------------------------- | -- | -------- | ----- | ------- | ------------------------------ |
| 1 | 29 مارس 2016   | ملعب فرنسا، سان دوني، فرنسا   | 2  | روسيا    | 1–0   | 4–2     | ودية                           |
| 2 | 14 نوفمبر 2020 | ملعب دا لوز، لشبونة، البرتغال | 44 | البرتغال | 1–0   | 1–0     | دوري الأمم الأوروبية 2020–21 أ |

## الإنجازات
ليستر سيتي
- الدوري الإنجليزي: 2015–16[107]

تشيلسي
- الدوري الإنجليزي: 2016–17[107]
- كأس الاتحاد الإنجليزي: 2017–18[108]؛ الوصيف 2016–17،[109] 2019–20[110]
- دوري أبطال أوروبا: 2020–21[111]
- الدوري الأوروبي: 2018–19[112]
- كأس السوبر الأوروبي: 2021،[113] الوصيف: 2019[114]
- كأس رابطة الأندية الإنجليزية المحترفة الوصيف: 2018–19[115]
- كأس العالم للأندية 2021-2022

#### الاتحاد
- بطولة دوري روشن السعودي[116]

فرنسا
- كأس العالم: 2018[86][117]
- بطولة أمم أوروبا الوصيف: 2016[118]

الفردية
- فريق العام من اتحاد لاعبي كرة القدم المحترفين: الدوري الإنجليزي الممتاز 2015–16، الدوري الإنجليزي الممتاز 2016–17
- وسائل الإعلام الرياضية الأوروبية فريق الموسم: 2015–16،[119] 2016–17[120]
- أفضل لاعب في ليستر سيتي: 2015–16[121]
- تشكيلة العام من ليكيب: 2016،[122] 2017،[123] 2018[124]
- اتحاد لاعبي كرة القدم المحترفين لاعب الشهر في الدوري الإنجليزي من المشجعين: مارس 2017[125]
- جائزة أفضل لاعب في إنجلترا: 2016–17
- جائزة لاعب الموسم في الدوري الإنجليزي الممتاز: 2016–17[126]
- جائزة أفضل لاعب في إنجلترا من اتحاد كتاب كرة القدم: 2016–17
- أفضل لاعب في تشيلسي: 2016–17[127]
- لاعب العام في تشيلسي: 2017–18[128]
- جوائز الاتحاد الوطني للاعبي كرة القدم المحترفين لأفضل لاعب فرنسي في الخارج: 2017،[129] 2018[130]
- جوائز لندن لكرة القدم للعام: 2017[131]
- جائزة أفضل لاعب فرنسي: 2017[132]
- فيفبرو: 2018[133]
- فيفبرو الفريق الثاني: 2017[134]
- فيفبرو الفريق الثالث: 2016[135]
- فيفبرو مُرشح: 2019 (الوسط الرابع)،[136] 2020 (الوسط السادس)[137]
- جائزة الفيفا لأفضل لاعب: 2017 (المركز التاسع)[138]
- جائزة الكرة الذهبية: 2017 (المركز الثامن)،[139] 2018 (المركز الحادي عشر)[140]
- جائزة اليويفا لأفضل فريق: 2018[141]
- الدوري الأوروبي فريق الموسم: 2018–19[142]
- إي أيه سبورتس فيفا تشكيلة العام: 2018،[143] 2019[144]
- أفضل لاعب وسط في العام من إي إس بي إن: 2019[145]

### أوسمة
- وسام جوقة الشرف: 2018[146]

## وصلات خارجية
- نغولو كانتي على موقع الاتحاد الدولي (مؤرشف)  (الإنجليزية)
- نغولو كانتي على موقع الاتحاد الأوربي (الإنجليزية)
- نغولو كانتي على موقع رابطة كرة القدم الفرنسية للمحترفين (الإنجليزية)
- نغولو كانتي على موقع إي إس بي إن إف سي (الإنجليزية)
- نغولو كانتي على موقع قاعدة بيانات كرة القدم.إي يو (الإنجليزية)
- نغولو كانتي على موقع ليكيب (الفرنسية)
- نغولو كانتي على موقع ناشيونال فوتبول تيمز (الإنجليزية)
- نغولو كانتي على موقع Soccerbase.com (لاعب) (الإنجليزية)
- نغولو كانتي على موقع Soccerway.com (الإنجليزية)
- نغولو كانتي على موقع عالم كرة القدم.نت (الإنجليزية)
- نغولو كانتي على موقع الاتحاد الفرنسي لكرة القدم
- نغولو كانتي على موقع الدوري الإنجليزي الممتاز